# Мигуля, Александр Анатольевич
Алекса́ндр Анато́льевич Мигу́ля (род. 24 декабря 1961, Междуреченск) — российский государственный и политический деятель.
Мэр города Благовещенска c 28 ноября 2004 года по 26 апреля 2010 года. Был отправлен в отставку губернатором Амурской области Олегом Кожемяко. Причиной отставки стало нарушение трудового законодательства.
В течение 2011 года на Мигулю было заведено два уголовных дела, в этом же году объявлен в международный розыск.
12 мая 2015 года был задержан на территории Липецкой области. 12 августа 2016 года приговорён к 9 годам лишения свободы. 17 февраля 2017 года срок наказания был снижен до 7 лет.

## Биография
Родился 24 декабря 1961 года в посёлке Междуреченск Каскеленского района Алма-Атинской области КазССР в семье учителей.
Окончил Омский институт железнодорожного транспорта. После окончания института добился получения комсомольской путевки на БАМ. В 1984 году был призван в армию, служил в разведывательном батальоне.
С 1986 года жил в Благовещенске. Работал в Ремонтно-строительном управлении № 1. В 1991 году начал заниматься бизнесом.
В 1996 году стал директором ОАО «Амурпиво» и ЗАО «Дальневосточная Продовольственная Компания» (ДПК).
Согласно большинству данных[каких?], являлся доверенным лицом Владимира Путина на президентских выборах 2000 года.
В 2003 году окончил Академию народного хозяйства при Правительстве РФ.
В период до активного участия в политической деятельности[когда?] получил звание кандидата в мастера спорта по баскетболу.

### Политическая деятельность. Руководство Благовещенском
Осенью 2000 года баллотировался на должность мэра Благовещенска; занял второе место, набрав около 25 % голосов. В марте 2001 года был избран депутатом Амурского областного совета; в котором в течение 8 месяцев работал председателем постоянной комиссии по экономике, внешнеэкономическим связям и собственности. В декабре 2002 года назначен заместителем губернатора Амурской области по экономике.
28 ноября 2004 года избран мэром города Благовещенска, по результатам второго тура голосования Мигуля набрал 51,68 %, обойдя своего главного соперника — Александра Синькова, который впоследствии обвинял избранного мэра в «чёрном пиаре», однако Мигуля применения такового отрицал.
6 августа 2007 года вступил в партию «Единая Россия», раннее партия оказала ему поддержку на выборах мэра. Однако уже 14 июля 2008 года поступила информация о том, что он исключён, объяснив это тем, что Мигуля поддерживал на довыборах в Благовещенскую гордуму кандидатов, которые не связаны с партией, также градоначальник был обвинён в том, что своими заявлениями неоднократно дискредитировал местное отделение партии, и в том, что нарушал устав партии, не исполняя решений местного отделения. Это решение он обжаловал в региональном отделении партии, против его исключения выступил Председатель высшего совета «Единой России» Борис Грызлов. 17 октября на заседании регионального совета партии было принято решение оставить за Мигулей партийный билет.
На очередных выборах мэра (выдвинулся от партии «Единая Россия») 1 марта 2009 года Александр Мигуля набрал 83,47 % и был переизбран на второй срок.
26 апреля 2010 года был отрешён от должности губернатором Амурской области Олегом Кожемяко. Причиной отставки стало нарушение трудового законодательства — мэрия не исполнила решение городского суда по восстановлению в должности, уволенной после проверки, директора МП «Ритуальные услуги» Галины Сыщук. Временно исполняющим обязанности мэра назначили первого заместителя мэра Валентину Калиту.
После своей отставки уехал в Москву, где возглавил социальный проект «Развитие территорий — благополучие граждан».

### В период уголовного преследования
Через год, в апреле 2011, в отношении Александра Мигуля возбуждено уголовное дело за превышение должностных полномочий. В июле 2011 года против бывшего градоначальника Благовещенска было возбуждено ещё дело, он подозревается в нецелевом расходовании бюджетных средств в особо крупном размере. Дело было связано с приобретением в городскую (муниципальную) собственность автодорожного моста через реку Чигиринку.
Раннее, 31 мая 2011 года, Мигуля был объявлен в международный розыск.
В результате Мигуля стал фигурантом нескольких уголовных дел, предусмотренных пунктами «б» части 2 статьи 285.1 УК РФ «Нецелевое расходование бюджетных средств, совершённое в особо крупном размере»; части 2 статьи 286 УК РФ «Превышение должностных полномочий, совершённое главой органа местного самоуправления»; статьи 289 УК РФ «Незаконное участие в предпринимательской деятельности»; части 2 статьи 285 УК РФ «Злоупотребление должностными полномочиями, совершённое главой органа местного самоуправления».
В январе 2013 года уголовное преследование в отношении бывшего градоначальника было приостановлено.

#### Письмо от Мигули
В 21:34 10 сентября 2014 года (UTC+9) Амурские СМИ получили несколько обращений, автором которых был указан экс-мэр Благовещенска Александр Мигуля, к письму была приложена фотография с изображением бывшего градоначальника, также в послании стояла подпись Мигули. Согласно этому письму Мигуля призывал голосовать за определённого кандидата на предстоящих выборах мэра Благовещенска. Подобные обращения приходили и от предшественника Мигули на посту мэра — Александра Колядина, который свою причастность к обращениям от его имени отрицал.

#### Задержание
12 мая 2015 года был задержан на территории Липецкой области, в это же время появилась информация, что в ближайшее время планируется его доставка в Благовещенск для проведения следственных мероприятий. Был помещен в СИЗО № 3 города Серпухова.
14 мая 2015 года на сайте телеканала «Звезда» появилось обращение Александра Мигули, где он, сидя за решёткой, утверждает, что все дела в отношении него сфабрикованы.

#### Период этапирования в Благовещенск. Возможная угроза покушения
29 мая 2015 года (по информации «Полит.ру» 2 июня) началось этапирование обвиняемого в Благовещенск железнодорожными путями. Однако представители защиты Мигули настаивали на том, чтобы Мигуля был отправлен на самолёте, ссылаясь на то, что он перенёс два инфаркта, к тому же в поезде он не сможет быть обеспечен качественным лекарственным обеспечением, в результате чего он не сможет перенести несколько недельный переезд. В Полит.ру была опубликована статья «Экс-мэр Благовещенска отправляется в Приамурье», где автор рассуждает об этапировании и указал, что «следственное управление СК РФ по Амурской области (…) выступило категорически против авиаперевозки». Данное утверждение, по заявлению Следственного управления, не соответствует нормам законодательства, сославшись на то, что вопросы этапирования обвиняемых к месту проведения следственных действий входят в компетенцию федеральной службы исполнения наказаний, а не следственных органов. Следственный комитет выразил свою заинтересованность в скорейшем доставлении бывшего глава областного центра Приамурья.
Помимо всего прочего адвокаты Мигули указывали на опасность покушения в рамках его переезда по железной дороге, семья обвиняемого бывшего градоначальника также опасается покушения и предлагает оплатить его дальнейшее этапирование самолётом. Согласно источникам близким к следствию, ФСИН и центральный аппарат Следственного комитета (СК) России также не исключают опасность покушения.
2 июля 2015 года Благовещенский городской суд продлил срок содержания под стражей Мигули до 12 октября 2015 года.
6 июля 2015 года бывший мэр города Благовещенска окончательно этапирован. Он был помещён в СИЗО-1 УФСИН России по Амурской области, где ему назначили срок содержания (согласно вышеуказанному решению Благовещенского горсуда) до 12 октября 2015 года.
9 октября 2015 года Благовещенский городской суд продлил срок содержания под стражей Александра Мигули ещё на два месяца (до 12 декабря).
Через несколько дней появилась информация, что защита Мигули отправила жалобу уполномоченному по правам человека в России Элле Памфиловой, в котором говорилось о различных нарушениях в отношении подзащитного правоохранительной системой (отказ этапирования самолётом, незаконное продление срока во время этапирования, отказы в встрече с родственниками).
10 декабря 2015 года Мигуле продлили срок содержания под стражей до 19 декабря 2015 года.

#### Завершение следственных мероприятий
17 декабря 2015 года появилась информация, что следователь известил Мигулю о завершении следственных мероприятий. Также на очередном заседании суда было принято решении о продлении ареста до 19 марта 2016 года.
На пресс-конференции в феврале 2016 года заместитель руководителя следственного управления СК РФ по Амурской области Игорь Кузенков сообщил, что экс-мэр Благовещенска пытается противодействовать расследованию и избежать ответственности. Это вызывало возмущение адвокатов Мигули и самого обвиняемого, последний в марте написал заявление в прокуратуру о клевете.

## Выступления в поддержку после отставки с поста мэра Благовещенска
Сразу после того как Мигуля был отправлен в отставку с поста мэра Благовещенска, появились разного рода инициативные группы горожан, которые начали собирать подписи в его поддержку. К 4 мая 2010 года в результате благовещенских пикетов было собрано более 9 тыс. подписей.. В дальнейшем в столице Приамурья прошло ещё несколько волн пикетов, в результате чего число подписей превысило 12 тыс.
Согласно опросу в 2012 году на областном ресурсе «amur.info», 72 % участвующих указали, что Мигуля был самым эффективным мэром города за последние годы.
19 мая 2015 года в YouTube был опубликован шутливый ролик «La Personne (Персона)», где под песню группы MBAND «Она вернётся» дан намёк на то, что Мигуля скоро должен вернуться на пост главы города Благовещенска, к видео был приложен комментарий, характеризующий Мигулю: «...Очень деятельный, опытный, грамотный, стойкий».
В мае 2015 года по результатам опроса на сайте «Амурской службы новостей» 47 % участников отметили, что в качестве градоначальника он был на своем месте. Примерно в этот же период опрос вновь проводило «amur.info», где более половины опрошенных выступили в поддержку Мигули, в частности 51,2 % опрошенных захотели увидеть его мэром Благовещенска снова.
Вскоре после задержания 12 мая 2015 года, начался сбор подписей под петицией, адресованной Президенту РФ Владимира Путина, в которой требуется освободить бывшего градоначальника Благовещенска из-под стражи.
9 апреля 2016 года прошёл пикет в поддержку Мигули, на который пришли около 100 человек. На пикет пришли некоторые бывшие соратники Мигули, в частности Виктор Архипов (он же выступил организатором пикета) и бывший председатель Благовещенской гордумы Сергей Левицкий.

### Критика выступлений в поддержку
В социальной сети «Одноклассники» со страницы, принадлежащей Галины Сыщук (раннее Мигуля, будучи мэром, увольнял её с поста директора МП «Ритуальные услуги»), была дана негативная оценка деятельность бывшего градоначальника (в частности он обвинялся с её стороны в крупном воровстве). С её стороны было выражено недоумение поддержкой.
Известный журналист  Амурской области Александр Ярошенко раскритиковал деятельность Мигули, а в такой высокой популярности и выступлениях в защиту увидел в том, что россиянам «свойственно жалеть жуликов и воров», указывая, что «это наша ментальная черта».

## Семья
На официальном сайте Александра Мигули сообщалось, что он женат и имеет 2 дочерей. Позже в СМИ появилась информация, что у него есть родной брат по имени Олег. 7 октября 2015 года у Мигули родился внук Илья.

## Награды
- Благодарность Министра культуры и массовых коммуникаций Российской Федерации (16 декабря 2005 года) — за  большой вклад в пропаганду отечественного театрального и киноискусства[50].